# Джим Джексон (баскетболіст)
Джеймс Артур Джексон (англ. James Arthur Jackson, нар. 14 жовтня 1970, Толідо, Огайо, США) — американський професіональний баскетболіст, який грав на позиції атакувального захисника за 12 команд НБА, що є рекордом ліги (це досягнення також підкорилось Джо Сміту, Тонні Масенбергу та Чакі Брауну. Гравець національної збірної США. Згодом — баскетбольний коментатор на Big Ten Network та Fox Sports 1.

## Ігрова кар'єра
Починав грати у баскетбол у команді старшої школи Макомбера (Толідо, Огайо), яку приводив до чемпіонства штату в Дивізіоні 1. На університетському рівні грав за команду Огайо Стейт (1989–1992). 
1992 року був обраний у першому раунді драфту НБА під загальним 4-м номером командою «Даллас Маверікс». Захищав кольори команди з Далласа протягом наступних 5 сезонів.
1997 року разом з Семом Касселлом, Еріком Монтроссом, Джорджем Макклаудом та Крісом Гатлінгом був обміняний до складу «Нью-Джерсі Нетс» на Шона Бредлі, Еда О'Баннона, Роберта Пека та Халіда Рівза.
1997 року перейшов до «Філадельфія Севенті-Сіксерс», у складі якої провів наступний сезон своєї кар'єри. У «Філадельфії» він був незадоволений своїм становищем та другорядною роллю після Аллена Айверсона.
Посеред сезону 1997-1998 перейшов до «Голден-Стейт Ворріорс». Невдовзі запросив обмін через небажання грати за франшизу, яка постійно програє.
1998 року підписав контракт з «Портленд Трейл-Блейзерс».
1999 року разом з Айзеєю Райдером перейшов до «Атланта Гокс» в обмін на Стіва Сміта та Еда Грея. У складі команди з Атланти провів наступні 2 сезони своєї кар'єри.
Наступною командою в кар'єрі гравця була «Клівленд Кавальєрс», за яку він відіграв другу половину сезону 2000-2000.
З 2001 по 2002 рік грав у складі «Маямі Гіт».
2002 року перейшов до «Сакраменто Кінґс», у складі якої провів наступний сезон своєї кар'єри.
Наступною командою в кар'єрі гравця була «Х'юстон Рокетс», за яку він відіграв один сезон.
З 2005 по 2006 рік грав у складі «Фінікс Санз».
Останньою ж командою в кар'єрі гравця стала «Лос-Анджелес Лейкерс», до складу якої він приєднався 2006 року і за яку відіграв лише частину сезону.